# Convention de Rionegro
La convention de Rionegro est une assemblée constituante composée des délégués des différents États composant la Confédération grenadine (actuels pays de Colombie et de Panama)  réunis à l'initiative du général Tomás Cipriano de Mosquera à Rionegro, dans l'État d'Antioquia, à partir du 4 février 1863. La résultante de cette convention est l'adoption d'une nouvelle constitution remplaçant celle de 1853 et transformant le pays qui devient les États-Unis de Colombie.